# Pavel Karasëv
Pavel Sergeevič Karasëv (in russo Павел Сергеевич Карасёв?; Drezna, 10 luglio 1992) è un calciatore russo, centrocampista dell'Irtyš Omsk.

## Palmarès

### Club

#### Competizioni nazionali
- Coppa di Bielorussia: 1

BATĖ Borisov: 2020-2021